# Море всередині
«Море всередині» (ісп. Mar adentro) — фільм Алехандро Аменабара, в основу якого покладені реальні події останніх двох років життя галісійця Рамона Сампедро, який впродовж багатьох років боровся за право на евтаназію. Назва фільму — слова з однойменного вірша, написаного головним героєм та включеного в його книгу «Листи з пекла». Стрічка завоювала премії «Оскар», Золотий глобус, «Гоя» та інші.

## Сюжет
Сюжет фільму ґрунтується на реальній історії Рамона Сампедро, бортового механіка океанічного судна, який у віці двадцяти років невдало стрибнув зі скелі у море і зламав шию, що призвело до майже повного паралічу. Чоловік провів прикутим до ліжка майже 30 років, протягом яких намагався через суд домогтися визнання свого права на евтаназію. 
Дія стрічки починається за два роки до смерті Рамона Сампедро (Хав'єр Бардем). Після того, як померла його матір Рамона, про нього піклуються старший брат Хосе (Сельсо Булгальйо), невістка Мануела (Мабель Рівера), батько (Хуан Далмо) та племінник Хаві (Тамар Новас). Для вирішальних слухань у федеральному суді йому безкоштовно погоджується допомогти адвокатка Хулія (Белен Руеда), яка сама страждає на важку прогресуючу хворобу, через яку, як вона здогадується, їй самій колись доведеться пройти шляхом Рамона. Інтерв'ю з ним на місцевому телебаченні випадково бачить самітня мати, молода жінка Роза (Лола Дуеньяс), і починає його провідувати, поступово прив'язуючись до скаліченого чоловіка. 
Фільм розповідає про відносини Рамона з Хулією та Розою, яка намагається переконати Рамона, що життя коштує того, щоб жити. Сила любові Рамона надихає жінок на вчинки, які здавалися їм неможливими. Рамон, не зважаючи на бажання смерті, розкриває своїм друзям і близьким цінність і значення життя. Він не може рухатися сам, але може примусити будь-кого змінити перебіг їх життя.

## У ролях
- Хав'єр Бардем — Рамон Сампедро
- Сельсо Бугальйо — Хосе Сампедро, брат Рамона
- Мабель Рівера — Мануела, дружина Хосе
- Тамар Новас — Хаві, племінник Рамона
- Хоан Далмау — Хоакін, батько Рамона і Хосе
- Белен Руеда — Хулія, адвокатка
- Альберто Хіменес — Херман, чоловік Хулії
- Лола Дуеньяс — Роза

## Нагороди і номінації
Фільм «Море всередині» загалом отримав 61 нагороду та 30 номінацій, зокрема:
- Оскар:
  - Премія «Оскар» за найкращий фільм іноземною мовою
  - Номінація на премію «Оскар» за найкращий грим

- Премія Європейської кіноакадемії (Фелікс):
  - Найкращий актор (Хав'єр Бардем)
  - Найкращий оператор (Хав'єр Агірресаробе, номінація)
  - Найкращий режисер (Алехандро Аменабар)
  - Найкращий фільм (номінація)
  - Найкращий сценарист (Алехандро Аменабар і Матео Хіль, номінація)

- Венеційський кінофестиваль:
  - Великий спеціальний приз журі (Алехандро Аменабар)
  - Золотий лев (номінація)
  - Кубок Вольпі за найкращу чоловічу роль (Хав'єр Бардем)
  - Найкращий міжнародний фільм

- Премія Гоя:
  - Найкращий фільм
  - Найкращий режисер (Алехандро Аменабар)
  - Найкращий актор (Хав'єр Бардем)
  - Найкраща акторка (Лола Дуеньяс)
  - Найкращий актор другого плану (Сельсо Бугальйо)
  - Найкраща акторка другого плану (Мабель Рівера)
  - Найкращий акторський дебют у чоловічій ролі (Тамар Новас)
  - Найкращий акторський дебют у жіночій ролі (Белен Руеда)
  - Найкраща операторська робота (Хав'єр Агірресаробе)
  - Найкращий грим (Джо Аллен, Ана Лопес Пучсервер, Мара Кольясо, Маноло Гарсія)
  - Найкраща оригінальна музика до фільму (Алехандро Аменабар)
  - Найкращий художник (Бенхамін Фернандес, номінація)
  - Найкращий продюсер (Емільяно Отегі)
  - Найкращий оригінальний сценарій (Алехандро Аменабар і Матео Хіль)
  - Найкращий звук (Хуан Ферро, Альфонсо Рапосо, Марія Штейнберг, Рікардо Штейнберг)

- Золотий глобус:
  - Премія «Золотий глобус» за найкращу чоловічу роль у драмі (Хав'єр Бардем, номінація)
  - Премія «Золотий глобус» за найкращий фільм іноземною мовою

- Сезар:
  - Найкращий іноземний фільм (номінація)

- Незалежний дух:
  - Найкращий іноземний фільм